# 上海地震科普馆
上海地震科普馆位于上海市松江区佘山镇西佘山，由上海市地震局所主办，是一个专门介绍地震相关知识的科普展馆。

## 场馆介绍
上海地震科普馆成立于2001年6月，并于2004年进行改造，是一幢独立的小楼，展示面积550平方米，分为仪器展示、知识答题、图文展示、影视等展厅，有专门介绍张衡的展厅，也会向游客介绍应对地震时的知识。展品中，以清朝的《皇朝直省地域全图》最为重要，另有1879年制造的爱丽奥特磁力仪、1909年的维歇尔地震仪、仿制的张衡候风地动仪等。

## 参观信息
- 开放时间：8:30－16:30，全年开放。
- 公共交通：公交南佘、上佘、沪陈、沪佘昆、松江90、91路。